# Clemente Sáenz García
Clemente Sáenz García (Soria, 23 de noviembre de 1897-Madrid, 30 de junio de 1973) fue un ingeniero y geólogo español.

## Biografía
Ingeniero de caminos (Madrid, 1921). Desde 1926 trabajó en la Confederación Hidrográfica del Ebro con Manuel Lorenzo Pardo, donde fue jefe del servicio geológico y participó en el Plan Nacional de Obras Hidráulicas de 1933, en el que se le considera promotor del Trasvase Tajo-Segura y del Embalse del Ebro.
Profesor de geología, vicepresidente de la Asociación Geológica, consejero del Patronato Diego de Saavedra Fajardo del CSIC y presidente de la Sección de Hidrología de la Comisión Nacional de Geodesia y Geofísica. Presidente de la Real Sociedad Española de Historia Natural (1956). En 1961 fue elegido académico de la Real Academia de Ciencias Exactas, Físicas y Naturales, pronunció en 1963 el discurso de ingreso La estructura de los espacios racionales y sus consecuencias cristalomórficas. Académico correspondiente de la Real Academia de Ciencias Exactas, Físicas, Químicas y Naturales de Zaragoza (1968). Gran cruz de la Orden del Mérito Civil y Orden de Alfonso X el Sabio. Murió en Madrid tras larga enfermedad en junio de 1973. Fue enterrado en el cementerio del Espino, en Soria.